# Jugoslaviens Kommunistiske Liga
Jugoslaviens Kommunistiske Liga (serbokroatisk: Savez komunista Jugoslavije, Савез комуниста Југославије, SKJ/СКЈ (internationalt ofte CPY); slovensk: Zveza komunistov Jugoslavije; makedonsk: Сојуз на комунистите на Југославија), før 1952 Jugoslaviens Kommunistiske Parti (serbokroatisk: Komunistička partija Jugoslavije, Комунистичка партија Југославије, slovensk: Komunistična partija Jugoslavije, makedonsk: Комунистичка партија на Југославија, Komunistička partija na Jugoslavija), var et stort kommunistisk parti i Jugoslavien. Partiet blev grundlagt som et oppositionsparti i Kongeriget af Serbere, Kroater og Slovenere i 1919.
Efter begyndende succes ved valgene, blev partiet forbudt af den kongelige regering, og forblev et ulovligt undergrundsparti frem til anden verdenskrig; til tider blev det voldsomt undertrykt ved magt. Efter Jugoslaviens kollaps i 1941 blev en partisanhær, anført af kommunisterne, en central del af modstandkampen mod besættelsesstyrkerne, og besejrede Aksemagternes besættelsesstyrker, samt deres lokale støttegrupper, i en blodig borgerkrig. Efter befrielsen fra udenlandsk besættelse i 1945 blev der, i henhold til den tidligere vedtagne Tito-Šubašić-aftale, afholdt et valg for at afgøre Jugoslaviens fremtid. Efter en enorm valgsejr konsoliderede partiet sin magtbase og etablerede en etpartistat i form af Den socialistiske føderale republik Jugoslavien, der varede frem til 1990.
Partiet, som er bedst kendt for at være anført af Josip Broz Tito fra 1937 til 1980, var det første kommunistiske regeringsparti i Østblokkens historie, der åbenlyst modsatte sig den fællespolitik, der blev dikteret af Sovjetunionen og blev efterfølgende smidt ud af Kominform i 1948 efter Josef Stalin beskyldte Tito for højrenationalisme. Efter interne udrensninger, skiftede partiet navn til den Kommunistiske lige, og vedtog en politik om arbejdernes selvforvaltning og uafhængig kommunisme (somme tider kaldet "nationalkommunisme"), der tilsammen blev kendt som Titoisme.